# Konference OSN o udržitelném rozvoji
Na rok 2012 svolala Organizace spojených národů Konferenci OSN o udržitelném rozvoji, též známou pod zkratkou Rio+20. Konference se konala v Rio de Janeiru v Brazílii ve dnech 13. – 22. června 2012 u příležitosti 20. výročí historického Summitu Země (UNCED), který se konal v roce 1992. Konference byla organizována UN DESA.